# ラウマ
ラウマ（フィンランド語：Rauma [ˈrɑu̯mɑ]、スウェーデン語：Raumo）はフィンランド西岸に位置する人口39000人ほどの都市。サタクンタ県ラウマ郡に属する。トゥルクの北92km、ポリの南50kmに位置する。スウェーデンの法制の元で1442年5月17日に特権を付与された町で、18世紀以来、高品質のレース産業でその名を知られている。古い木造家屋が立ち並ぶラウマ旧市街は、ユネスコの世界遺産（文化遺産）に登録されている。
ラウマが町と認められる前に、この場所にはフランシスコ会の修道院とカトリックの教会があった。1550年にはラウマの住民はヘルシンキに移住するよう命じられたが反対がおき、以降もラウマの町は成長を遂げた
しかし、1640年と1682年の大火でラウマの町は実質的に全て灰燼に帰した。その後再建が行われ、今も600軒の木造建築物が立ち並ぶ。18世紀に再建された多くの建築物は、ネオルネサンス様式が採用されている。
当時のラウマは海運業で繁栄していた。1897年には57隻の帆船からなるフィンランド最大の船団を保有していた。物財のおもな輸出先はドイツ、ストックホルム、バルト諸国などであった。
1890年代にはラウマに教員養成大学が作られた。これは後にトゥルク大学に併合されたが、教育学部は今もラウマ市内にある。
第二次世界大戦後のラウマは、造船業、製紙・パルプ工業、金属工業などを主力とする工業都市としての発展を遂げた。また、フィンランド第5位の港でもある。
ラウマには独特のフィンランド方言が残っている。これは、船乗りの町しての過去に関係して、スウェーデン語や英語から引き継がれている要素を持つ。方言はフィンランド語の主流からは外れているが、公用語とともに方言も公平に学ばれており、趣味としても実践されている。

## 統計
- 人口：38,970人（2021年）
- 面積：1110.12km2
  - うち水域：618.48km2
- 人口密度：78.63人/km2